# Tom Rosenthal
Thomas Paul Pym Rosenthal (Londra, 26 agosto 1986) è un cantautore inglese.

## Biografia
Tom Rosenthal ha pubblicato 5 album fino ad oggi, tutti autoprodotti per l’etichetta Tinpot Records, e fin dal suo esordio del 2011, anno di pubblicazione del suo primo album “Keep a Private Room Behind the Shop”, la sua musica è stata descritta come "canzoni pop brevi e sapientemente realizzate" .
Nel 2013 pubblica un secondo album, “Who's That in The Fog?”.
La musica di Rosenthal è tipicamente accompagnata da video musicali realizzati con uno stile diverso. I video musicali di "A Thousand Years", "As Luck would have it", "I Like it When You're Gone", "Lead Me To You" e "Fenn" sono stati selezionati come Vimeo Staff Picks .
Nel 2014 The Huffing Post ha inserito il video di “Watermelon” nella top 30 dei video musicali .
La sua produzione musicale continua nel 2015, con la pubblicazione del terzo album “Bolu”, che prende il titolo dal soprannome della sua primogenita Bess. Nello stesso anno registra una cover del singolo Home (Edward Sharpe and the Magnetic Zeros song), che nel 2020 diventa virale su TikTok; Poiché Rosenthal preferiva che gli ascoltatori non confondessero le sue cover con il suo lavoro originale, ha pubblicato un singolo di Home il 16 ottobre 2020 seguito il 13 novembre 2020 da un album di cover chiamato "Stop Stealing the Covers!" con lo pseudonimo di Edith Whiskers .
Nel 2016 Rosenthal produce una serie di dieci vlog nei quali presenta un mix di esibizioni dal vivo, della sua famiglia e dei suoi amici. Il vlog finale includeva un'intervista al comico e attore omonimo Tom Rosenthal.
Nel 2017 pubblica il suo quarto album "Fenn”, che prende il titolo dal nome della sua seconda figlia, e produce una seconda serie di vlog. Nel 2018 pubblica il suo quinto album “Z-Sides”.
Il 13 marzo del 2019 tiene il suo primo concerto alla St Pancras Old Church, seguito da un tour di 40 concerti in Europa . Il successivo tour del 2020 viene interrotto a causa della pandemia Covid-19, argomento che ha poi ispirato la breve canzone "Life on Lockdown" che Rosenthal ha scritto per BBC Radio 4 .
Le sue canzoni hanno avuto oltre 200 milioni di ascolti su Spotify  e i suoi video musicali oltre 75 milioni di visualizzazioni su YouTube .  Le opere di Rosenthal sono  pubblicate da Universal Music Publishing Group.
Rosenthal ha scritto una serie di canzoni su persone ed eventi controversi, ad esempio "I'm Yohan Blake", su Yohan Blake e sulla sua carriera atletica contro Usain Bolt, "Hey Luis Don't Bite Me", sull'episodio del morso di Luis Suarez ai danni di Giorgio Chiellini durante la partita Italia-Uruguay del Campionato mondiale di calcio 2014 e "Melania", sulla First Lady Melania Trump.

### Vita privata
Rosenthal ha studiato antropologia all’Università di Durham, vive a Londra con la pittrice Bella Pace e le loro due figlie Bess e Fenn.
All'età di 4 anni, la figlia di Rosenthal, Fenn, ha composto la canzone "Dinosaurs In Love", che è diventata virale nel 2020 .

## Discografia

### Album
- 2011 – Keep a Private Room Behind the Shop
- 2013 – Who's That in The Fog?
- 2015 – Bolu
- 2017 – Fenn
- 2018 – Z-Sides

### EP
- 2014 – The Pleasant Trees
- 2015 – The Pleasant Trees, Vol. 2
- 2016 – The Pleasant Trees, Vol. 3
- 2018 – Don't Die Curious

### Compilation
- 2013 – B-Sides
- 2016 – The Pleasant Trees (Volumes 1, 2 & 3)

### Singoli
- 2011 - Superfresh
- 2012 - Christmas Quiet
- 2014 - Hey Luis Don't Bite Me
- 2014 - Go Solo
- 2017 - Melania
- 2019 - Big Pot of Hummus
- 2019 - It's Been a Year
- 2020 - If We All Die Tomorrow
- 2020 - 157
- 2020 - If We All Die Tomorrow (Acoustic)
- 2020 - Hope
- 2020 - Albert Camus
- 2020 - Jim and Dwight
- 2020 - Flourishing